# Мій коханий ворог
Мій коханий ворог — американська мелодраматична комедія 2021 року, екранізація однойменного бестселера Саллі Торн. Режисер Пітер Гатчінгс; сценарист Крістіна Менгерт. Продюсери Брайс Даль Фарр та Клод Даль Фарра.

## Про фільм
Люсі та Джош — повні протилежності, змушені працювати разом після злиття їхніх видавничих компаній. Та коли вони починають змагатися за одну посаду, між ними спалахує пристрасть, і вони намагаються почати стосунки.

## Знімались
| Актор          | Роль            |
| -------------- | --------------- |
| Люсі Гейл      | Люсі Гаттон     |
| Остін Стовелл  | Джошуа Темплман |
| Корбін Бернсен | Бекслі          |
| Сакіна Джаффрі | Гелен           |
| Деймон Даунно  | Денні           |
| Шейн Каллен    | Ентоні          |
| Шона Такер     | Жанетт          |